# 裕誠幹線
高雄市公車裕誠幹線（紅36），由南台灣客運營運。起點為先勝路口，終點為文藻外語大學。

目前配車分別為
日本日野HINO HS8JRVL-UTF：
088-V3~092-V3、095-V3~099-V3(與28、301、301區、紅29、紅33明誠幹線、紅56科技幹線共用配車)
日本日野HINO HS2ARXL-UTF：
KKB-8098~KKB-8113(與28、301、301區、紅29、紅33明誠幹線、紅56科技幹線共用配車)
中國金旅GOLDEN DRAGON XML6125J15C：
012-V3(與紅33明誠幹線共用配車)
中國申沃SUNWIN SWB6127：
KKA-9136~KKA-9139、KKA-9150~KKA-9158、KKA-9160~KKA-9162(與28、301、301區、紅29、紅33明誠幹線、紅56科技幹線共用配車)
中國亞星ASIASTAR JS6906GH：
909-V2~927-V2(與28、248、301、301區、紅29、紅33明誠幹線、紅53梓官幹線、紅58、紅60共用配車)
偶爾亦有台灣華德動能RAC ELCB-2710電動巴士、中國中通ZHONGTONG LCK6900G車款支援

## 歷史
- (請知情人士協助補寫)
- 2025年2月3日：左營端動線更動如下：「海青工商」改為返程停靠，動線更動後改停必勝路、「先鋒路」、「介壽路口」站再接回先勝路口

## 停站
參見右側路線圖

1. ↑  .   [2020-02-29]. （原始内容存档于2021-02-19）.